# Психология танца
Психология танца — это совокупность психических состояний и ощущений, ассоциирующихся с танцем или наблюдением за процессом танца.
Термин определяет междисциплинарную академическую область, которая изучает людей в процессе танца. Области исследования в этой сфере включают в себя исследование мер по улучшению состояния здоровья пожилых людей, использующих методику танца, изучение стимулирования творческого потенциала детей, а также психологические мотивы при выборе партнера в танце и эмоциональные составляющие в процессе танца.

## Восприятие аудитории
Аналитические данные непрерывно снабжают хореографов информацией о восприятии аудиторией танцевального материала. В процессе сбора данных, учёные отметили такую закономерность как несоответствие смысла в подаваемом материале хореографа и его реализацией аудиторией.
В ходе неоднократно проводимых экспериментов, выяснилось, что свойственные танцу характеристики способствуют возникновению эффекта возбуждения среди аудитории. Танцующие ощущают подобные эмоции, наблюдая за общей картиной на сцене во время исполнения танца различными танцевальными коллективами. Возникновению возбуждения помимо танца способствуют также изменение в музыке и активность самих танцоров.

## Ощущаемые эмоции
Анализ движения учёного Лавана классифицирует человеческие движения по длительности, времени, изменению температуры тела, сокращению и расширению конечностей, их напряжённости, а также динамике движения. Во время проводимого им эксперимента испытуемые просмотрели 20 видео различных танцоров, исполняющих один и тот же танец, с помощью которого они передавали злость, страх, печаль и радость. Эксперимент заключался в том, что наблюдатели должны были без какой-либо помощи отгадать передаваемые эмоции. Самый высокий уровень узнаваемости был у «печали», за которой последовали «злость» и «радость».
Автоматизированная система распознавания пыталась найти примеры движения для различных эмоций: страх выражен через резкие движения и сжатие мышц тела, радость — через плавные движения и печаль с помощью частых пауз между движениями. Приведённые примеры подкреплены признанием зрителями выраженных эмоций в исполнении танцоров.

## Участие в танце
Интересным фактом является то, что зачастую в танцевальных коллективах танцоры думают в разных направлениях и занимаются разными стилями, но в то же время имеют одну базовую основу и работают в паре с танцором иного жанра, реагируя на его движения. Связь между танцорами возникает через прямовосприятие движений друг друга «зеркальным» образом, отсюда вытекает синхронность в танце.
Профессиональная память танцора включает в себя различные способы движения их тела и знание специфических комбинаций. Таким образом, танец похож на язык, в котором «грамматика» зависит от методической памяти, а «словарный запас» зависит от повествовательной памяти.
Каждый танцор обладает идентичным танцевальным стилем, который является результатом влияния различных хореографов и стилей.

## Эмоции

### Эмпатия
Эмпатия является посредником в познании танца. Через понимание чужих эмоций и намерений танцор строит философию своего танца. Импровизированные движения основаны на «материальном познании» — теории о том, что тело раскрывает природу духа, а также теории познания, основывающейся на том, что познание воплощено в наших действиях, социальном познании, которое заключается в понимании действий и эмоций танцующих и условное познание — знание неотделимо от действия.
Эмпатия обеспечивает временное структурирование движений, что позволяет импровизации быть своего рода хореографией.

### Творческие способности
Учёными поставлен ещё один эксперимент, который показывал, каким образом эмоции влияют на Творческие способности. Эксперимент проводился в рамках видео игры «Dance Dance Revolution». Участники произвольно распределены по трём различным уровням сложности, отражающим степени возбуждения участвующих в ходе игры. В течение танца экспериментатор случайно ставил участникам очень плохие, либо очень хорошие оценки, стараясь повлиять на их эмоциональное состояние.
После испытания участники были протестированы на уровень проявления творчества. Низкие уровни эмоциональной возбуждённости привели к высокому уровню творчества, но плохому психологическому состоянию. Высокие уровни возбуждённости и хорошее настроение привели к ещё более высоким показателям творчества.

## Полезные свойства танца
Для передачи смысла танец использует эмоции, творчество, культурное влияние и символы.
Танец напоминает язык, так как он имеет «словарный запас» — танцевальные движения, обладает «грамматическими правилами» — системой объединения движения.
Танцы повышают уровень взаимодействия танцующих друг с другом и с хореографами в танцевальном зале. Танец помогает ученикам в процессе самопознания. К примеру, в дошкольных учреждениях дети развивают коммуникативное общение с помощью языка танца, движений и совместных действий для выражения своих идей. Таким образом, дети увеличивают уровень социального познания и знакомятся с возможностями своего тела.
Еще одним полезным свойством танца является существующий контакт между партнёрами, который при правильном подходе вызывает у партнеров чувство доверия друг к другу. Через растворение границ пробуждается природная телесность и её целительный потенциал. Попытка проникнуть глубже даёт понимание и переживание глубины возможностей и это необходимый шаг к самоисследованию и к самоактуализации.
Активная открытость и доверие предлагают пути к бесконечному многообразию вариантов, способов выражения и творчества. Через безусловное принятие телесности и доверие процессу, одинаково ценными становятся как исполненные красоты и силы моменты виртуозности, так и неуклюжие неловкие моменты уязвимости.
Джазовый танец
Исследования показали положительное влияние джазового танца на настроение и когнитивные способности пожилых людей. Проводились измерения с использованием шкалы гериатрической депрессии (GDS) и теста сенсорной организации (SOT) соответственно до (время 1), в середине (время 2) и после (время 3) занятия. Различия в баллах MMSE и GDS не были значительными, но баллы SOT увеличивались от времени 1 к времени 2 и от времени 2 к времени 3.